# Pelham Puppets
Pelham Puppets waren eenvoudige houten marionettenpoppen gemaakt in Engeland door het gelijknamige bedrijf van Bob Pelham (1919-1980). De poppen werden gemaakt vanaf 1947.
Hoewel het bedrijf vooral bekend was om het maken van marionetten, vervaardigde het ook handschoenpoppen, staafpoppen en buiksprekerspoppen.
Bob Pelham startte het bedrijf aanvankelijk op 20 mei 1947 als Wonky Toys Ltd. De naam kwam van de bijnaam Bobs diensttijd tijdens de Tweede Wereldoorlog waar hij bekend stond als 'The Wonky Donkey Officer' toen hij kleine speelgoedezels maakte. Het bedrijf begon oorspronkelijk met het maken van 'Waloukas', eenvoudig houten speelgoed dat bij elkaar werd gehouden met touw. Bob ging vervolgens over op het maken van marionetten om aan kinderen te verkopen, een nieuwe markt omdat eerder marionetten alleen voor professionals werden gemaakt. Op 14 oktober 1948 veranderde het bedrijf de naam in Pelham Puppets om de verandering in focus weer te geven.
Een van de sleutels tot het succes van het bedrijf was de oprichting van de Pelpup Club voor kinderen, die heeft bijgedragen aan de reclame voor de producten van het bedrijf.
In 1953 behaalde het bedrijf het recht om Disney-personages te produceren en Pinocchio werd het meest populaire personage dat ze produceerden.
De fabriek was oorspronkelijk in Marlborough, Wiltshire. Een brand in 1961 veroorzaakte een onderbreking in de productie en leidde tot nieuwe assortimenten die in 1963 werden geïntroduceerd en oude lijnen werden gestopt. De fabriek werd op dezelfde locatie herbouwd en in omvang vergroot, totdat de site werd verkocht en de fabriek in 1985 verhuisde naar Collingbourne Ducis, ook in Wiltshire. Het bedrijf verhuisde opnieuw naar Gloucestershire in de vroege jaren 1990, maar het bedrijf ging in 1993 failliet.
Bob Pelham bleef zijn hele leven leiding geven aan het bedrijf en werd bijgestaan door zijn vrouw Ann; na het overlijden van Bob op 19 juni 1980, ging ze door met het bedrijf tot 1986. In 2008 werd het bedrijf Pelham Puppets nieuw leven ingeblazen door een voormalige werknemer, David Leech, en het produceert nu een nieuwe lijn van poppen, sommige in navolging van vroegere stijlen.
Pelham-poppen zijn erg geliefd onder verzamelaars en poppen in goede staat kunnen voor aanzienlijke bedragen van eigenaar wisselen. Er zijn een aantal websites gewijd aan het verzamelen van deze poppen.

## Referentie
Dit artikel of een eerdere versie ervan is een (gedeeltelijke) vertaling van het artikel Pelham Puppets op de Engelstalige Wikipedia, dat onder de licentie Creative Commons Naamsvermelding/Gelijk delen valt. Zie de bewerkingsgeschiedenis aldaar.